# Домерслебен
Домерслебен (нем. Domersleben) — община в Германии, в земле Саксония-Анхальт. 
Входит в состав района Бёрде. Подчиняется управлению „Бёрде“ Ванцлебен.  Население составляет 1143 человека (на 31 декабря 2006 года). Занимает площадь 15,65 км².